# Diego Martínez Barrio
Diego Martínez Barrio (Sevilla, Espanya, 25 de novembre de 1883 - París, França, 1 de gener de 1962) va ser un polític espanyol que va ostentar els càrrecs de President de les Corts, President del govern espanyol i President de la Segona República Espanyola.

## Biografia
Va néixer a Sevilla el 25 de novembre de 1883, fill d'un paleta i d'una venedora del mercat. Ell mateix manifesta en les seves memòries el següent: La meva infància no va conèixer altres alegries que les inevitables de l'edat, entremesclades amb escassetats que, després de la mort de la meva mare, es van convertir en misèries.
En efecte, quan comptava onze anys va morir la seva mare i molt ràpid va començar a treballar, dedicant el dia a la seva activitat laboral com tipògraf i les nits a la lectura apassionada de tots els llibres i periòdics que arribaven a les seves mans.
Molt aviat es va afiliar a la Joventut Republicana de Sevilla i al Partit Republicà Radical fundat per Alejandro Lerroux i va començar la seva activitat periodística. Durant el servei militar (1907), va passar dos mesos al calabós acusat d'un delicte d'opinió per un article, encara que finalment el cas va ser sobresegut.
El 1908 es va afiliar a la Maçoneria, iniciant-se en la lògia La Fe de Sevilla. Va tenir un paper molt important durant diverses dècades en la maçoneria espanyola. Va ser triat com a Gran Mestre del Gran Orient Espanyol. Més tard, va fundar el diari El Poble i va contribuir a la difusió de les idees republicanes a la província de Sevilla i Andalusia occidental. El 1910 va iniciar la seva carrera política, sent escollit regidor de l'Ajuntament de Sevilla, càrrec que va renovar després de les eleccions de 1920.
El 1923 es va presentar com a candidat per a diputat a Corts; encara que va resultar escollit, la Junta del Cens i el Tribunal Suprem van anul·lar la seva designació en favor de Juan Ignacio Luca de Tena, qui es va negar a prendre possessió del càrrec. El següent pas en la seva carrera política va ser la seva elecció com a president del Partit Republicà Radical de la província de Sevilla. Durant la dictadura de Primo de Rivera, va encapçalar l'oposició al règim a Andalusia Occidental.
El 1930 va formar part del Comitè Revolucionari que va emanar del Pacte de Sant Sebastià. El 14 d'abril de 1931, data de la instauració de la Segona República Espanyola, es trobava exiliat a França, igual que altres partidaris de la República, per les seves activitats polítiques.

### Proclamació de la República

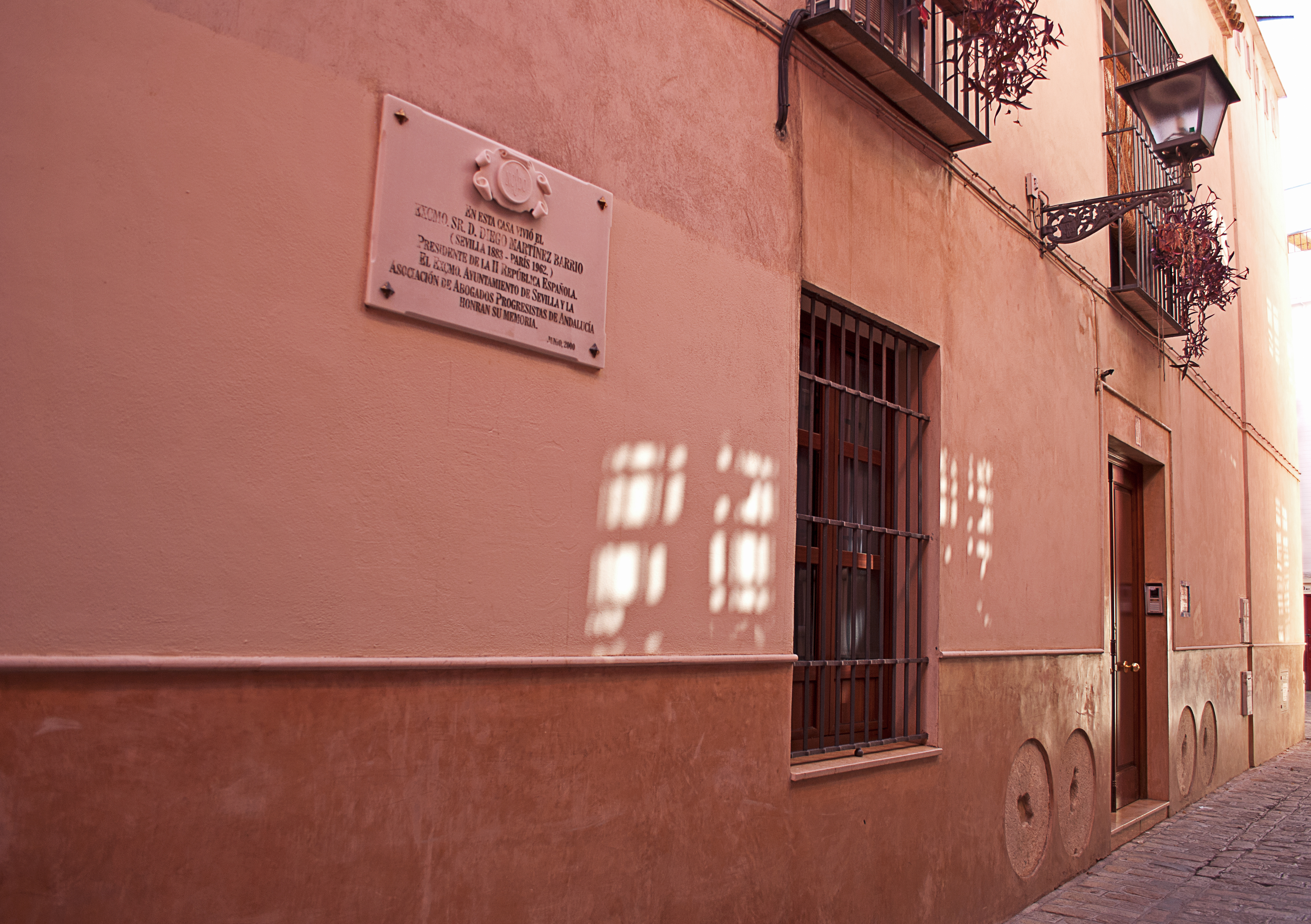
Vista de la casa al carrer Roque Barcia (avui Lirio) de Sevilla on es trobava la casa particular i la impremta de Martínez Barrio.

El 15 d'abril de 1931, acompanyat de Marcel·lí Domingo i Sanjuán, Indalecio Prieto i Lluís Nicolau i d'Olwer que també es trobaven l'exili, va tornar a Espanya per ferrocarril. El viatge –res més travessar la frontera– es va convertir en una apoteosi, la gent s'amuntegava en les estacions, i fins i tot per satisfer a la població, el tren va haver de detenir-se en pobles en els quals habitualment no ho feia. L'entusiasme popular al pas de la comitiva va ser enorme. A Valladolid es va presentar el Capità General Fernández Pérez al costat del seu estat major mentre les bandes militars interpretaven l'Himne de Riego, ja convertit en Himne Nacional. Res més arribar a Madrid, es va traslladar directament al Ministeri de la Governació, on va quedar constituït el Govern Provisional de la República en el qual va ocupar la cartera de Ministre de Comunicacions, Departament ministerial que acabava de ser creat per aquest govern.
El 8 d'octubre de 1933 va ser escollit per presidir el govern que havia d'organitzar les eleccions, per ser una persona de reconeguda moderació, respectada per tot l'arc polític i en efecte va actuar amb total imparcialitat, permetent per exemple la fundació de Falange Española que va tenir lloc a Madrid el 29 d'octubre de 1933 en el Teatre de la Comedia i solucionant els aixecaments anarquistes sorgits després de conèixer-se els resultats electorals. Les eleccions van tenir lloc amb una neteja absoluta i durant el període electoral Martínez Barrio va decidir suspendre l'aplicació de la Llei de Defensa de la República per evitar qualsevol sospita d'il·legalitat o coacció.
Posteriorment va ser Ministre de Governació amb Lerroux, encara que després va abandonar el partit a causa de la seva disconformitat amb la política seguida per aquell de pactes amb la CEDA presidida per José María Gil Robles, fundant el seu propi partit que va denominar Partit Radical Demòcrata que més tard es va integrar en la Unió Republicana.
Integrada Unió Republicana en el Front Popular, Martínez Barrio va ser elegit diputat per Madrid en les eleccions del 16 de febrer de 1936, en tractar-se d'un sistema electoral de llistes obertes és important ressenyar que va ser el segon candidat més votat (224.337 vots), precedit únicament amb una diferència de 203 vots pel candidat del PSOE Julián Besteiro. Va ser nomenat President de les Corts i va exercir de manera interina com a President de la República, en el període comprès entre el 7 d'abril al 10 de maig de 1936, amb motiu de la destitució d'Alcalá Zamora.

### Guerra Civil
En la nit del 18 al 19 de juliol de 1936, Manuel Azaña, després de la dimissió de Santiago Casares Quiroga, li va oferir la difícil tasca de formar un govern de conciliació que pogués evitar l'inici de la guerra. Durant unes hores d'activitat frenètica, va telefonar a diversos caps militars en un últim intent perquè deposessin la seva actitud, aconseguint-ho amb diversos d'ells en part gràcies a amistats personals. Finalment, tal com relata en les seves memòries, va parlar per telèfon amb el general Mola, el qual es va negar a cap acostament. Contràriament al que s'ha afirmat de forma infundada, mai li va oferir a cap d'aquests militars formar part del nou govern. El 20 de juliol, presenta la dimissió en comprendre que la guerra civil era inevitable. Va ser llavors substituït per José Giral.
Durant la guerra civil va ser un dels consellers més íntims d'Azaña i va presidir en diverses ocasions les Corts de la república.

### Exili
A la caiguda de la República es va exiliar, primer a França i després a Mèxic on va presidir la Junta Española de Liberación i, el 1945 va ser designat President de la República en l'exili, càrrec que va ocupar fins a la seva mort. Finalment va tornar a París on va morir. Trenta-vuit anys més tard, en el 2000, la seva restes van ser traslladades a Sevilla, la seva ciutat natal.
En 2008, l'Ajuntament de Sevilla va retre homenatge al polític sevillà amb la publicació de l'obra 'Palabra de republicano, on es recullen els diferents discursos, conferències, intervencions parlamentàries, mítings i actes públics en els quals va intervenir Martínez Barrio entre 1901 i 1959, així com una important mostra de la seva correspondència epistolar.